# Podomanzia

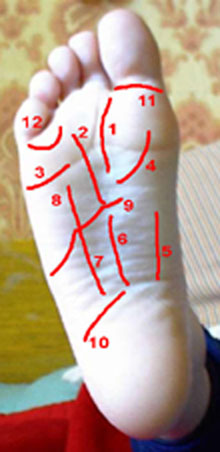
Un piede diviso secondo le aree rilevanti per la podomanzia

La podomanzia è un'arte divinatoria, conosciuta anche come lettura del piede, in quanto si prefigge lo scopo di predire il futuro mediante lo studio dei piedi.
È simile alla lettura del palmo della mano, ma in questo caso si interpretano le piante dei piedi, che sono considerate una rappresentazione simbolica dell'anima dell'individuo.
I cultori di questa pratica divinatoria studiano la conformazione del piede ed esaminano le linee presenti sulla pianta al fine di rilevare la personalità del soggetto e cercare di predirne il futuro.
Questo metodo divinatorio era ampiamente usato nell'antica Cina.